# Catedral de San Esteban (Shkodër)
La Catedral de San Esteban o bien Catedral de Shkodër (en albanés: Katedralja e Shkodrës) es una catedral en la ciudad de Shkodër en el noroeste del país europeo de Albania, sede de la arquidiócesis de Shkodër-Pult. Este edificio católico está dedicada a San Esteban.
El terreno fue donado por el mecenas Palok Krandja. Los trabajos de construcción comenzaron el 7 de abril de 1858, después de un retraso importante. Ese día hubo una pomposa ceremonia, ya que se quería que la catedral fuera una de las mayores iglesias de los Balcanes, y participaron muchas personalidades diplomáticas. La primera fase de construcción acabó en 1867.
La catedral tenía 74 metros de largo, 50 metros de ancho y 23,5 metros de alto. Inicialmente, la nave principal tenía capacidad para 6.000 personas.
Durante el asedio de Escutari (1912-1913) la catedral fue dañada por el ejército de Montenegro, en particular el lado sureste, provocando un incendio en la torre del campanario. La Catedral fue cerrada en 1967 y reabierta en 1990. La dedicatoria de esta iglesia a San Esteban, el primer santo patrón de la ciudad es por una iglesia ya existente con ese nombre, ahora enterrada bajo el castillo de Rozafa, y en cuyo lugar hoy existe una mezquita. Marin Barleti, un notable escritor albanés del siglo XVI menciona la antigua iglesia y el santo patrón de la ciudad.
En 1990 la catedral fue reabierta al culto y el 11 de noviembre de 1990 se celebró la primera misa en el país desde 1967 en la catedral. Una simbólica misa se celebró en la catedral el 21 de marzo de 1991. En 1993 fue visitada por el papa Juan Pablo II.